# Trio (Band)
Trio war eine Band aus Norddeutschland, die Anfang der 1980er Jahre im Zuge der Neuen Deutschen Welle bekannt wurde. Prägnant war der musikalische Minimalismus: Trios Musik bestand nahezu nur aus E-Gitarre, Schlagzeug und Gesang. Der größte Hit der Band war Da Da Da ich lieb dich nicht du liebst mich nicht aha aha aha, der auch international erfolgreich wurde.

## Bandgeschichte

### Vorgeschichte
Stephan Remmler (* 1946) und Kralle Krawinkel (1947–2014) spielten Ende der 1960er Jahre in einer Band namens Just Us Beat- und Rockmusik. Sie coverten vornehmlich die Rolling Stones und wurden von den Medien als „Die Stones von der Wesermarsch“ betitelt. Der Erfolg der Band war auf Norddeutschland begrenzt. Nach diversen Umbesetzungen löste sich Just Us 1969 auf, worauf Remmler und Krawinkel als Solokünstler weiterhin aktiv waren. Krawinkel gründete die Band Cravinkel, während Remmler unter dem Pseudonym „Rex Carter“ zwei Singles mit Schlagern veröffentlichte. Peter Behrens (1947–2016) war Anfang der 1970er Jahre Schlagzeuger der Psychedelic-Band Silberbart. Keiner dieser musikalischen Weggänge war kommerziell erfolgreich.
Remmler und Krawinkel studierten gemeinsam und waren in den 1970er Jahren verbeamtete Lehrer, während Behrens sein Sportstudium abbrach, sich als Fotograf ausbilden ließ und die Mailänder Clownschule besuchte. Nur Krawinkel spielte weiterhin in einer Band namens Emsland Hillbillies. Ende Januar 1979 wurde ein Just-Us-Reunion-Konzert mit Remmler und Krawinkel veranstaltet, das auf positive Resonanz stieß. Die beiden entschlossen sich, gemeinsam mit verschiedenen befreundeten Musikern in einem zweiten Anlauf den Sprung ins Musikgeschäft zu wagen und kündigten ihre Stellungen als Lehrer. Im Juli 1979 gründeten Remmler und Krawinkel die Musikproduktionsfirma Just Us Music Productions GmbH, deren Geschäftsführer sie wurden. Geldgeber waren verschiedene befreundete Musiker, die darauf setzten, dass Remmler und Krawinkel in der Lage seien, profitable Musik zu erarbeiten.

Deckblatt der Notensammlung der Band Wind. Einige dieser Songs wurden auch später von Trio übernommen.

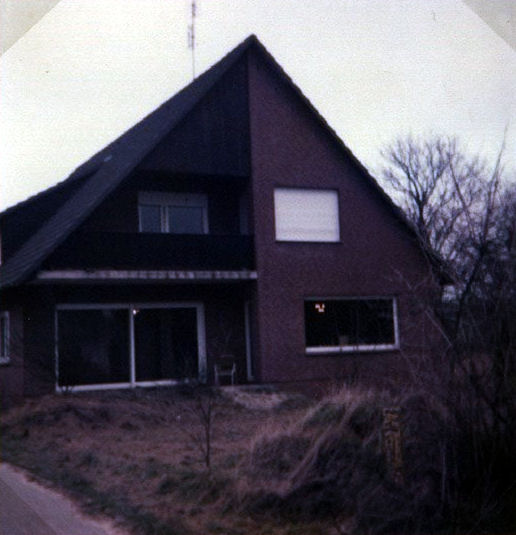
In diesem Haus im Großenkneter Ortsteil Regente wohnte die Band Trio

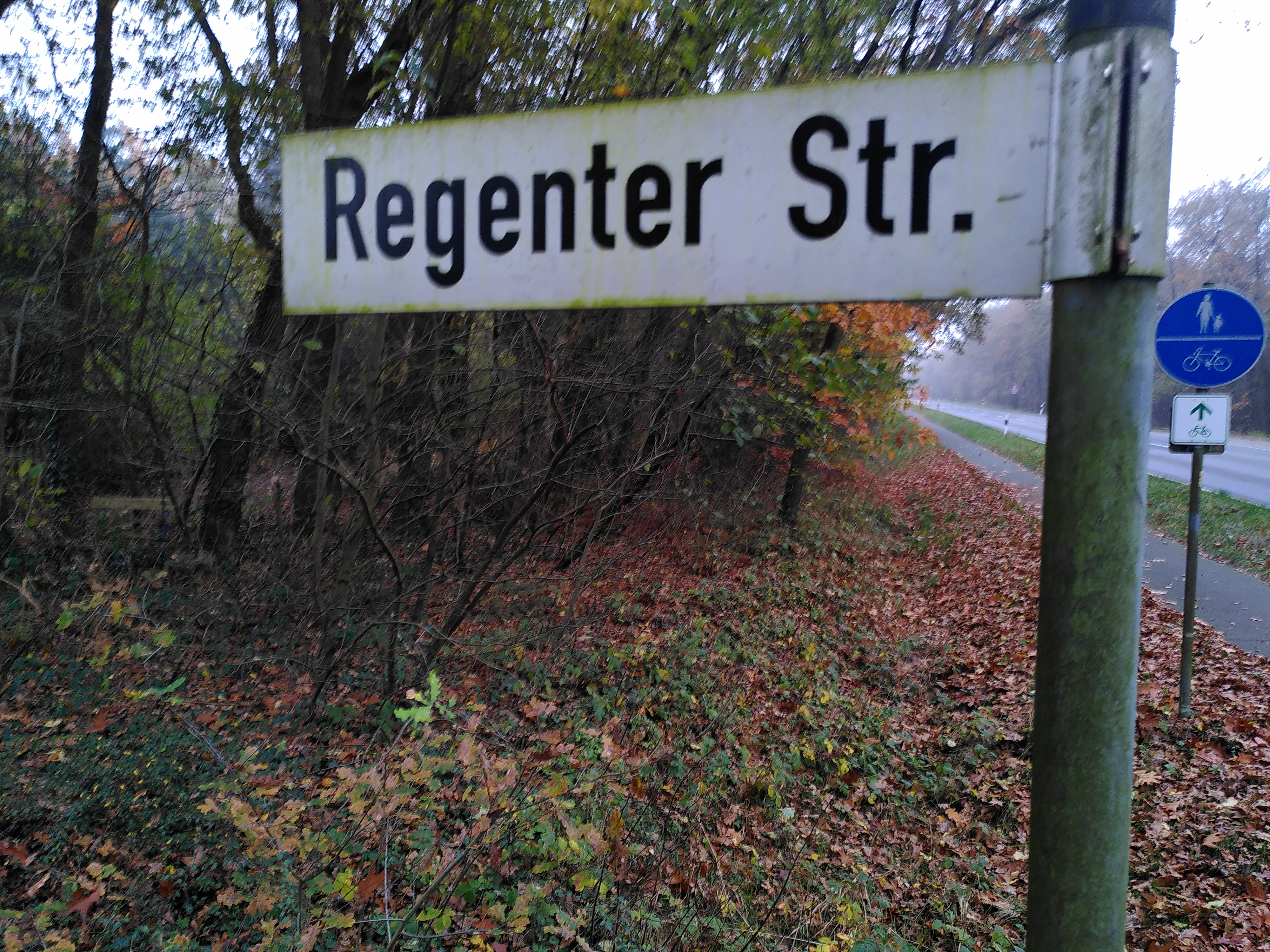
Straßenschild "Regenter Straße"

Die beiden mieteten für 600 DM im Monat ein Einfamilienhaus im oldenburgischen Großenkneten, Ortsteil Regente, in dem sie fortan verschiedene Bandprojekte unter dem Namen Wind ausprobierten und auch in Form einer Wohngemeinschaft lebten. Die Bandprojekte waren zahlreich. Es sollen zeitweise bis zu 25 Musiker an dem Projekt mitgewirkt haben, wobei einige Positionen in der Band mehrfach besetzt waren, wie z. B. mehrere Bassisten. Im Repertoire befanden sich auch Lieder, die später als Trio mit deutlich reduzierter Instrumentierung dargeboten wurden (u. a. Nasty oder Energie).
Insbesondere Remmler nutzte seine Kontakte zu verschiedenen Schulen und spielte den Schülern die Arbeitsergebnisse der Band vor, um Meinungen einzuholen. Während dieser Zeit stieß der seinerzeit arbeitslose Behrens zur Band, als Remmler und Krawinkel über eine Zeitungsannonce nach Schlagzeugern suchten. Behrens war nun fast täglich in dem Haus in Großenkneten und probte allein mit Remmler und Krawinkel, da mit den anderen Musikern meist nur am Wochenende geprobt wurde.

### Bandgründung

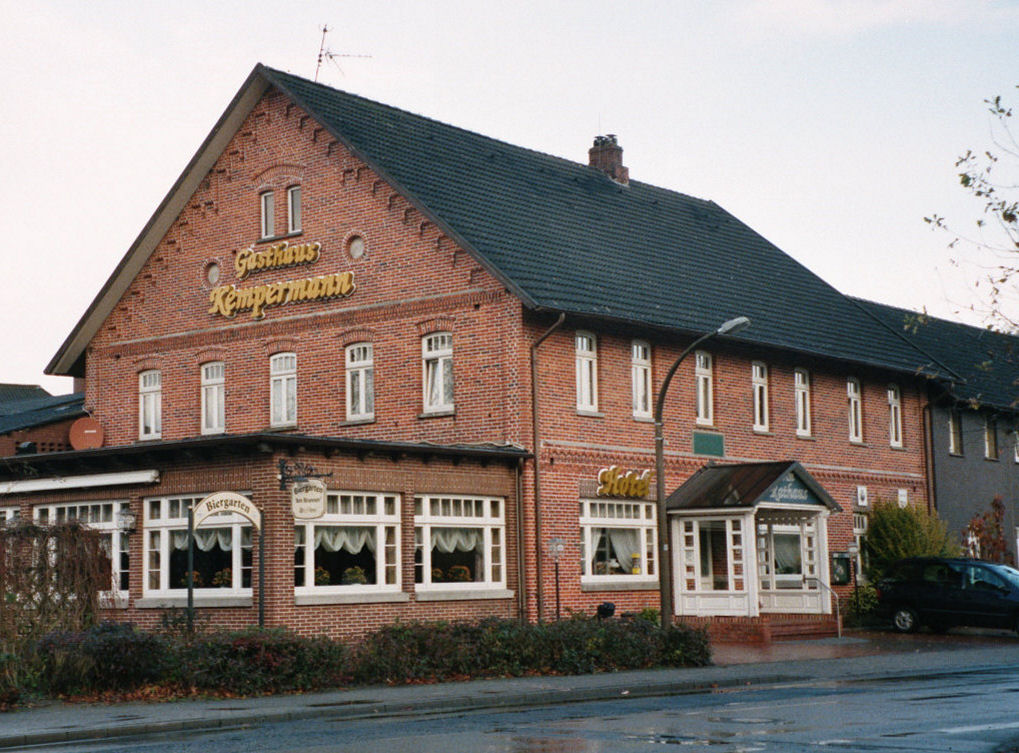
Im Großenkneter Gasthaus Kempermann gab Trio am 20. Dezember 1980 ihr erstes Konzert

Letztendlich entschlossen sich Remmler, Krawinkel und Behrens, nur noch zu dritt zu musizieren, da sie zu der Erkenntnis kamen, dass ihre Musik ohne Bass viel interessanter klänge. Sie arbeiteten zu dritt eine bis in das kleinste Detail durchgeplante Bühnenshow aus. Um ihre Konzentration auf das Wesentliche zu unterstreichen, benannten sie sich schlicht nach der Zahl ihrer Bandmitglieder: Trio. Zum 20. Dezember 1980 luden sie ihre Geldgeber und Freunde zu einem ersten Konzert im Großenkneter Gasthaus Kempermann ein. Im Anschluss an das Konzert referierte Remmler über das Bandkonzept.
Anfang 1981 produzierte die Band in Eigenregie eine 10″-Demo-Mini-LP mit drei Liedern, mit der sie sich bei Plattenfirmen um einen Plattenvertrag bewarb und 23 Absagen erhielt. Gleichzeitig tourte Trio durch Norddeutschland und erregte aufgrund seiner ungewöhnlichen Besetzung ein wenig Medienecho. Ein Exemplar der 10″-Demo-Mini-LP wurde dem Manager Louis Spillmann beim Hamburger Label Phonogram vorgelegt. Das Lied Sunday You Need Love Monday Be Alone erregte seine Aufmerksamkeit, und er besuchte ein Konzert von Trio in Meyenburg.
Insbesondere die professionelle Bühnenshow überzeugte ihn endgültig davon, die Band unter Vertrag zu nehmen. Der von Trio akzeptierte Vertrag belief sich auf eine fünfstellige Summe und hatte eine Laufzeit von drei Jahren. Als Produzent wurde Klaus Voormann (Intimus der Beatles und in den frühen 70er Jahren Bassist bei John Lennon) eingesetzt, der auf eigenes Drängen gleichzeitig als Vermittler zwischen der Band und dem Management fungierte.

### Erstes Album

#### Produktion und Veröffentlichung
Im Sommer 1981 fanden die Aufnahmen für Trios erste LP Trio im Studio der Band Lake – ein umgebauter Schweinestall in Husum – statt. Voormann produzierte das Album wie auch alle späteren Aufnahmen. Die Produktionskosten betrugen rund 40.000 DM. Da einige der Lieder sich auf Schallplatte schlecht umsetzen ließen, weil ihr Mehrwert eher in der optischen Umsetzung auf der Bühne begründet war, wurden sie deutlich gekürzt oder verworfen. Das Album erschien im Oktober 1981 und zeigte auf dem weißen Cover formatfüllend den extrem vergrößerten Adressstempel von Trio, der den Bandnamen, das Bandlogo sowie Privatadresse und -telefonnummer enthielt. Auf der Rückseite hatte Remmler die Titelreihenfolge handschriftlich verfasst. Mehr Informationen über die Musik oder die Band waren dem minimalistischen Cover nicht zu entnehmen. Nur auf dem Plattensticker waren die Autoren Remmler und Krawinkel sowie als Produzent Voormann genannt. Behrens, der nicht an der Komposition der Lieder des Albums beteiligt war, wurde auf der Schallplatte gar nicht erwähnt.
Etwa zum Zeitpunkt der Veröffentlichung des Albums im Oktober 1981 trat Trio erstmals im Fernsehen auf. Die ZDF-Kultursendung aspekte zeigte ein kurzes Porträt der Band, und Trio selbst spielte in der Sendung den Titel Ja ja ja live im Studio.
Da Trio nicht in größeren Städten und größeren Clubs spielen wollte, schickte der Manager der Gruppe, Louis Spillmann, die drei auf eine Tournee durch Deutschlands Schallplattenläden, um das erste Album direkt vor Ort zu bewerben. Dies führte zu etwa 50 Kurz-Konzerten in Schallplattenläden und Kaufhäusern, während in der jeweiligen Stadt abends in Clubs gespielt wurde.

#### Da da da
Voormann schenkte Remmler ein Spielzeug-Keyboard der Firma Casio, das Casio VL1, auf dem dieser ein Lied mit dem Titel Da Da Da ich lieb dich nicht du liebst mich nicht aha aha aha komponierte. Dieses neue Lied wurde in die Setlist der Konzerte und vom Publikum gut aufgenommen. Voormann entschloss sich daher, dieses Lied als Single zu produzieren.

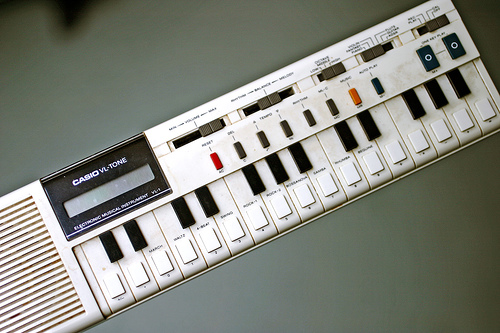
Das Casio VL-1, das in Da da da zu hören ist mini

Die Aufnahmen für Da da da fanden Anfang 1982 im Studio der befreundeten Band Yello in der Nähe von Zürich statt. Zum ersten Mal spielte auch Voormann selbst mit – und zwar einen sehr dezenten E-Bass. Annette Humpe von der ebenfalls befreundeten Band Ideal sang nachträglich im Berliner Studio im Refrain mit und übernahm die geflüsterte Sprechstelle „Ich lieb dich nicht, du liebst mich nicht“. Da da da erschien im Februar 1982 als Single und Maxi-Single.
Am 12. Februar 1982 spielte Trio im Rahmen des Rockpalastes eine 75-Minuten-Show, die einige Wochen später im Fernsehen ausgestrahlt wurde. Erstmals wurde Da da da am 22. Februar im Fernsehen gezeigt. Trio spielte den Song in der Musiksendung Dr. Mambos Musikjournal beim Sender Freies Berlin live im Studio. Der kommerzielle Durchbruch von Da da da stellte sich ein, als das Lied am 23. März 1982 in der bundesweit ausgestrahlten Musiksendung Bananas gezeigt wurde.
Anfang Mai 1982 trat Trio mit Da da da in der ZDF-Hitparade auf. Es war der erste Auftritt in dieser Schlagersendung, der der Neuen Deutschen Welle zugerechnet wurde. Mit 7,9 % per Zuschauerabstimmung erzielte Da da da den vorletzten Platz der insgesamt sechs Neuvorstellungen in der Sendung. Da da da wurde „nicht wiedergewählt.“
Die Single Da da da erreichte Platz zwei der deutschen Singlecharts und verkaufte sich in Europa etwa drei Millionen Mal. Auf dem Debütalbum wurde das Lied nachträglich eingefügt, worauf Trio den dritten Platz der deutschen Albumcharts erreichte.

#### Weitere größere Bühnen
Ab Mitte 1982 trat Trio vermehrt auf Festivals und entsprechend größeren Bühnen auf, wie zum Beispiel im Mai 1982 auf der Freilichtbühne Loreley, wobei die Show deutlich gekürzt und auf die Musik konzentriert wurde, da sich viele der Showelemente nicht für größere Bühnen eigneten.
Ein besonderes Konzert gab Trio im Mai in der Stadthalle Rottweil. Ein junger Jura-Student hatte die Band bereits im Dezember 1981 für eine Gage von 2.500 DM gebucht. Während die Band nun aufgrund ihrer Popularität die zehnfache Gage forderte, bestand der Student auf Erfüllung des Vertrages – letztlich spielte Trio für die geringe Gage. Das letzte Konzert in Deutschland gab Trio im Juni 1982 in der Rhein-Neckar-Halle in Eppelheim.

### Nationaler und internationaler Erfolg

Internationale Single-Cover
Italien

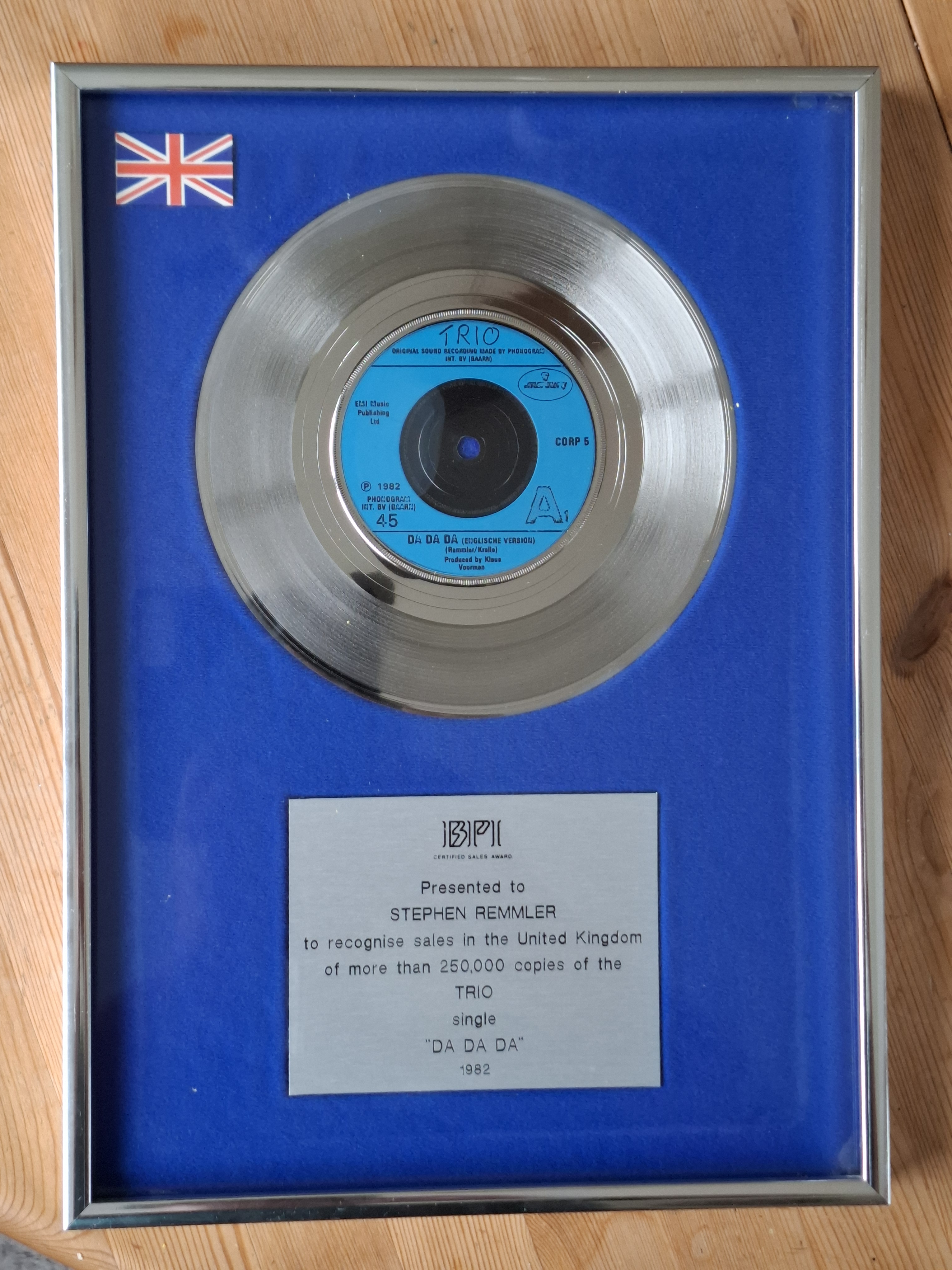
Silberne Schallplatte für "Da da da" in UK

In Großbritannien stieß Trio mit ihrem Hit Da da da auf Interesse, und die Gruppe wurde zu einem Auftritt in der weltweit ausgestrahlten Sendung Top of the Pops eingeladen, in der sie eine englische Version des Liedes präsentierte. Dieser Auftritt führte dazu, dass nun ein internationales Interesse an dem Trio geweckt wurde. Die englische Version wurde in etwa 30 Ländern auf sämtlichen Kontinenten veröffentlicht. Den größten Erfolg hatten sie mit dieser Version in Kanada, wo die Single Doppel-Platin-Status erreichte.
In Japan und den USA wurde die Single zwar auch veröffentlicht, wurde dort jedoch kein Erfolg. Die Single Da da da verkaufte sich weltweit etwa 13 Millionen Mal. Das Album Trio wurde in 20 Ländern veröffentlicht. Trio gaben im Zuge des internationalen Erfolges einige Konzerte im europäischen Ausland, so unter anderem in der Freiluftarena in Verona (Italien).

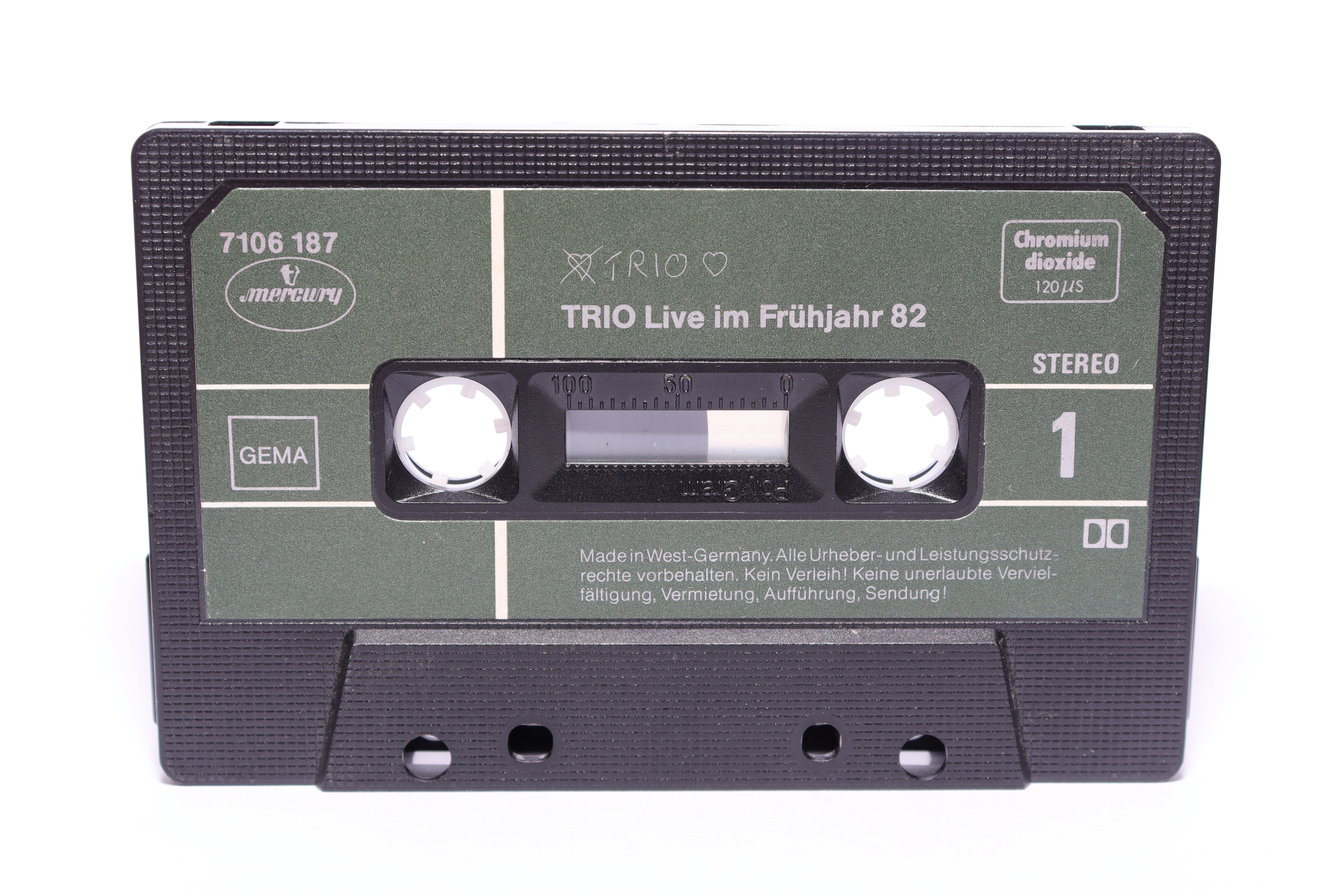
Das Live-Album Trio live im Frühjahr 82 erschien 1982 ausschließlich auf Musikkassette

Im Oktober 1982 folgte eine weitere Single mit dem Titel Anna – Lassmichrein Lassmichraus (international als Anna – Letmein Letmeout), die gleichzeitig mit dem Livealbum Trio live im Frühjahr 82 veröffentlicht wurde. Dieses erschien lediglich als Musikkassette (erst 1992 als Nachpressung auch auf CD) und wurde mit dem Slogan „Die erste Platte, die es nur auf Kassette gibt“ beworben.
Etwa zu dieser Zeit begann Krawinkel, sich ein zweites musikalisches Standbein neben Trio aufzubauen. Er schloss sich der Band von Marius Müller-Westernhagen an und produzierte mit ihm das Album Das Herz eines Boxers.
Trio gab zwar nun keine Konzerte mehr, war jedoch in vielen Fernsehsendungen zu sehen. Im Dezember 1982 trat die Band im Rahmen der ARD Klassik Rocknacht auf. In dieser Sendung präsentierten Remmler, Krawinkel und Behrens erstmals neue Lieder (Immer noch einmal und Tooralooralooraloo – Is It Old & Is It New) und wurden von einem Orchester und einem Chor begleitet. Da da da spielte Trio in einer speziellen Version, die mit dem Ententanz verknüpft wurde.
Anfang 1983 zog sich Trio aus der Öffentlichkeit zurück und begann an einem neuen Album zu arbeiten. Als erstes Arbeitsergebnis wurde im Mai 1983 die Single Bum bum veröffentlicht. Auch diese Single erschien in einer englischen Version (Boom Boom), die in den USA erfolgreich wurde. Auf dem Plattencover war das tiefe Dekolleté der Hamburger Prostituierten Domenica Niehoff abgebildet, auf deren Brüsten die Worte „BUM BUM“ mit Lippenstift geschrieben waren. Niehoff spielte zudem in dem für das Lied produzierten Musikvideo die weibliche Hauptrolle.
Im Sommer 1983 verließ Trio das gemeinsame Haus in Großenkneten für ein paar Monate und bezog ein neues Domizil in der Schweiz, um in Ruhe am neuen Album arbeiten zu können, da Fan- und Medienrummel in Großenkneten ein konzentriertes Arbeiten nicht mehr zuließen. Bei der Produktion des zweiten Albums entfernte sich Trio vom Minimalkonzept des ersten Albums. Produzent Klaus Voormann spielte bei fast allen neuen Liedern Bass. Das Weihnachtslied Turaluraluralu – Ich mach BuBu was machst du wurde mit Frauenchor und Orchester arrangiert. Exklusiv nahm Trio ein Lied von Yoko Ono auf, mit der Voormann aufgrund seiner engen Beziehung zu den Beatles befreundet war. Dieses Lied (Wake Up) erschien als Beitrag zu einer Zusammenstellung von Ono-Kompositionen, die später nur in den USA veröffentlicht wurde.
Ein Großteil der Aufnahmen fand im Studio der Band Can in Weilerswist statt. Holger Czukay und Jaki Liebezeit von Can beteiligten sich selbst an der Produktion des instrumentalen Titels W. W. W. der schon vorab exklusiv auf einer Benefiz-Schallplatte für Greenpeace unter dem Namen Wir wolln Watt veröffentlicht wurde. Eine Besonderheit ist die Produktion von Turaluraluralu – Ich mach BuBu was machst du, deren Gesang Remmler schon am Heiligabend 1982 in den Studios der Paramount Pictures in Hollywood aufnahm. Remmler erklärte später dazu, dass er damit die weihnachtliche Stimmung des Liedes intensivieren wollte, da auch Bing Crosby im selben Studio sein legendäres Weihnachtslied White Christmas aufgenommen hatte.
Das zweite Album benannte Trio Bye Bye. Das Cover war – wie schon beim ersten Album – schlicht weiß gehalten. Vorder- und Rückseite waren in je acht leere Felder aufgeteilt mit dem Hinweis, dass dort gewerbliche Anzeigen veröffentlicht werden können. Pro Auflage und Feld kostete eine Anzeige 10.000 DM. Die Erstauflage enthielt nur eine Anzeige des Motorradhelm-Herstellers Uvex. Die Zweitauflage enthielt wegen rechtlicher Komplikationen gar keine Anzeigen. Ab der dritten Auflage füllte sich das Cover mehr und mehr mit Anzeigen. Insgesamt wurden fünf Auflagen hergestellt; bei der letzten waren alle 16 Werbefelder belegt, teils wurde auch Platz für private Kleinanzeigen eingeräumt. Das eingenommene Geld spendete Trio an Greenpeace, denen auch in einer Auflage kostenlos ein Werbefeld zur Verfügung gestellt wurde. Bye Bye erreichte Platz neun der Album-Charts. Die aus dem Album ausgekoppelten Singles Herz ist Trumpf (Dann rufst du an …) und Turaluraluralu – Ich mach BuBu was machst du erzielten noch höhere Plätze in den deutschen Single-Charts, während das Anfang 1984 erschienene Tutti Frutti sich nur noch auf den hinteren Positionen der Charts platzieren konnte.
Bye Bye wurde im Ausland ebenfalls veröffentlicht, enthielt hier jedoch englischsprachige Versionen fast aller Lieder. In den USA und Kanada erhielt das Album den Namen Trio and Error und wurde dort von den Kritikern gut angenommen. Trio gab daraufhin in den USA und Kanada Ende 1983 einige Konzerte, unter anderem im Club Ritz in New York. Die New York Times berichtete:

“Trio’s show at the Ritz emphasized the group’s humor. A female dummy substituted for a backup singer, and several numbers featured toy instruments. The mixture of high technology, cheap instruments, subversive humor and genuine rock energy made for one of the year’s more amusing Dadaist rock events.”

„Trios Show im Ritz betonte den Humor der Gruppe. Eine Puppe ersetzt die Background-Sängerin, und bei mehreren Nummern werden Spielzeug-Instrumente verwendet. Die Mischung aus ausgefeilter Technik, simplen Instrumenten, hintergründigem Humor und unverfälschter Rock-Power machte diesen Auftritt zu einem der amüsantesten Dadaistischen Rockereignissen des Jahres.“

Insgesamt waren die Konzerte in Amerika die letzten von Trio. Ein Angebot, gemeinsam mit Joe Jackson durch die Vereinigten Staaten zu touren, wurde von Remmler und Behrens abgelehnt. Das letzte Konzert von Trio fand am 18. November 1983 im Club El Mocambo in Toronto statt. Zu dem letzten Konzert erschienen aufgrund eines heftigen Schneesturms nur etwa 30 bis 40 Personen.

### Pause
1984 zogen Remmler und Behrens aus dem gemeinsamen Haus in Großenkneten aus. Remmler ließ sich am Starnberger See nieder und Behrens zog nach Baden-Baden. Als einziger Bewohner des Hauses verblieb Krawinkel. Musikalisch wollten die drei ein Jahr lang getrennte Wege gehen. Nur Anfang 1985 war Trio gemeinsam in dem Lied Nackt im Wind der Band für Afrika zu sehen und zu hören.
Remmler veröffentlichte zusammen mit dem Mädchen Angela Smecca unter dem Namen Stephan & Nina eine Single namens Feuerwerk. Unter der Leitung von John Williams erzählte er das klassische Märchen Peter und der Wolf und synchronisierte einen Computer im amerikanischen Spielfilm Electric Dreams. Außerdem bot er sich als Komponist und Produzent für andere Künstler an, u. a. war er im Gespräch als Produzent für das zweite Die-Ärzte-Album Im Schatten der Ärzte. Die Band fand jedoch keinen Gefallen an Remmlers Kompositionen, und es kam keine Zusammenarbeit zustande.
Krawinkel setzte die Zusammenarbeit mit Müller-Westernhagen fort, veröffentlichte mit ihm das Album Die Sonne so rot und ging mit ihm auf Tournee. Behrens spielte in zwei Spielfilmen mit (1000 Augen und André schafft sie alle). Wegen eines länger zurückliegenden Verkehrsdeliktes – er war wiederholt ohne Führerschein und betrunken gefahren – verbrachte er 1984 und 1985 vier Monate im Gefängnis, jedoch im offenen Vollzug. In dieser Zeit arbeitete er als Fotograf. 1984 kam auch der kanadische Trashfilm Muttermilch, Freuds Fleisch heraus, der ausschließlich mit Liedern von Trio vertont ist.

### Spielfilm und letztes Album
Nachdem sich Trio Ende 1984 wieder zusammengefunden hatte, entschloss sich die Band, gleichzeitig die Arbeiten an einem Spielfilm und einem neuen Album aufzunehmen. Der Film Drei gegen Drei wurde im Frühjahr und Sommer 1985 in Berlin unter der Regie von Dominik Graf gedreht, Produzent war Bernd Eichinger. Parallel zu den Filmarbeiten produzierte Trio ihr drittes Studioalbum. Whats the Password hatte musikalisch nichts mehr mit dem ursprünglichen Minimalkonzept der Band gemein, es dominierten nun eher elektronische Instrumente das Klangbild. Aufgenommen wurde wieder unter anderem im Can-Studio, aber auch in London, Berlin und München. Aufgrund seines Gefängnisaufenthaltes war Behrens an der Produktion nicht beteiligt. An seine Stelle trat der deutsche Schlagzeuger Curt Cress.
Ende September 1985 fand die Premiere des Spielfilms Drei gegen Drei statt, und gleichzeitig erschien das Album Whats the Password. Nach einem Jahr Pause war Trio erstmals wieder im deutschen Fernsehen bei einem Auftritt bei Wetten, dass …? zu sehen. Film und Album erhielten schlechte Kritiken und blieben weit hinter den kommerziellen Erwartungen zurück. Aus dem Album wurden Ende 1985 und Anfang 1986 drei Singles ausgekoppelt (Drei gegen Drei, Ready for You, My Sweet Angel), die sich ebenso wenig wie das Album in den Charts platzieren konnten. Trio absolvierte bis ins Frühjahr 1986 noch einige Fernsehauftritte; den letzten gemeinsamen hatten Remmler, Krawinkel und Behrens am 7. März 1986 in der Sendung WWF Club, in der sie ihre letzte Single My Sweet Angel präsentierten.

### Bandauflösung
Nach dem kommerziellen Flop von Album und Spielfilm löste sich Trio auf. Die Gründe für die Trennung sind unklar. Remmler erklärte später, dass man sich eigentlich nach einem halben Jahr wieder treffen wollte, um neue Ideen auszutauschen. Er zeigte sich enttäuscht, dass Krawinkel und Behrens nichts für eine gemeinsame Zukunft als Trio beisteuerten und entschloss sich, seine Karriere als Solokünstler fortzusetzen. Einige seiner Kompositionen, die für ein viertes Trio-Album gedacht waren, veröffentlichte er Ende 1986 auf seinem ersten Soloalbum. Ferner gab Remmler später als Begründung an, dass die musikalischen Möglichkeiten in dieser Trio-Formation ausgereizt gewesen seien.
Nach der Trennung erschien 1986 eine erfolglose Best-of-Kompilation von Trio unter dem Titel 5 Jahre zuviel. Danach wurde es für viele Jahre still um die Band. Im Zuge der Techno-Bewegung in den 1990er Jahren wurden immer wieder Remixe des Hits Da da da veröffentlicht, unter anderem von Jason Nevins. 1997 erschien in den USA ein Werbespot des Autoherstellers Volkswagen, der mit einer englischen Version von Da da da unterlegt war. Das Lied wurde daraufhin in den USA populär, und es wurde eine Neuauflage des Albums Trio and Error unter dem Namen Da Da Da veröffentlicht, die sich in den US-Billboard-Charts platzieren konnte.

### Gescheitertes Comeback
Um das Jahr 2000 herum versuchte Trio, wieder gemeinsam Musik zu machen. Die genauen Hintergründe sind unklar, aber es wurden drei bis fünf neue Titel produziert, darunter eine Neuaufnahme von Herz ist Trumpf. Warum das Comeback nicht gelang, erklärte Remmler später vage mit der Begründung: „Es wäre gut gewesen, wenn es gut gewesen wäre.“ Der Wiedervereinigungsversuch ging auf eine Initiative von Remmlers langjährigem Manager George Glueck zurück. Die Plattenfirma Universal Music hatte Trio einen Vorschuss von etwa einer halben Million Euro in Aussicht gestellt. Nach späteren Berichten von Behrens scheiterte der Wiedervereinigungsversuch an unterschiedlichen musikalischen Vorstellungen von Remmler und Krawinkel. Mehrere der Lieder, die für ein Trio-Comeback im Gespräch waren, erschienen 2006 auf Remmlers letztem Solo-Album 1, 2, 3, 4 … – jedoch ohne musikalische Beteiligung von Krawinkel oder Behrens.

### Solo-Karrieren

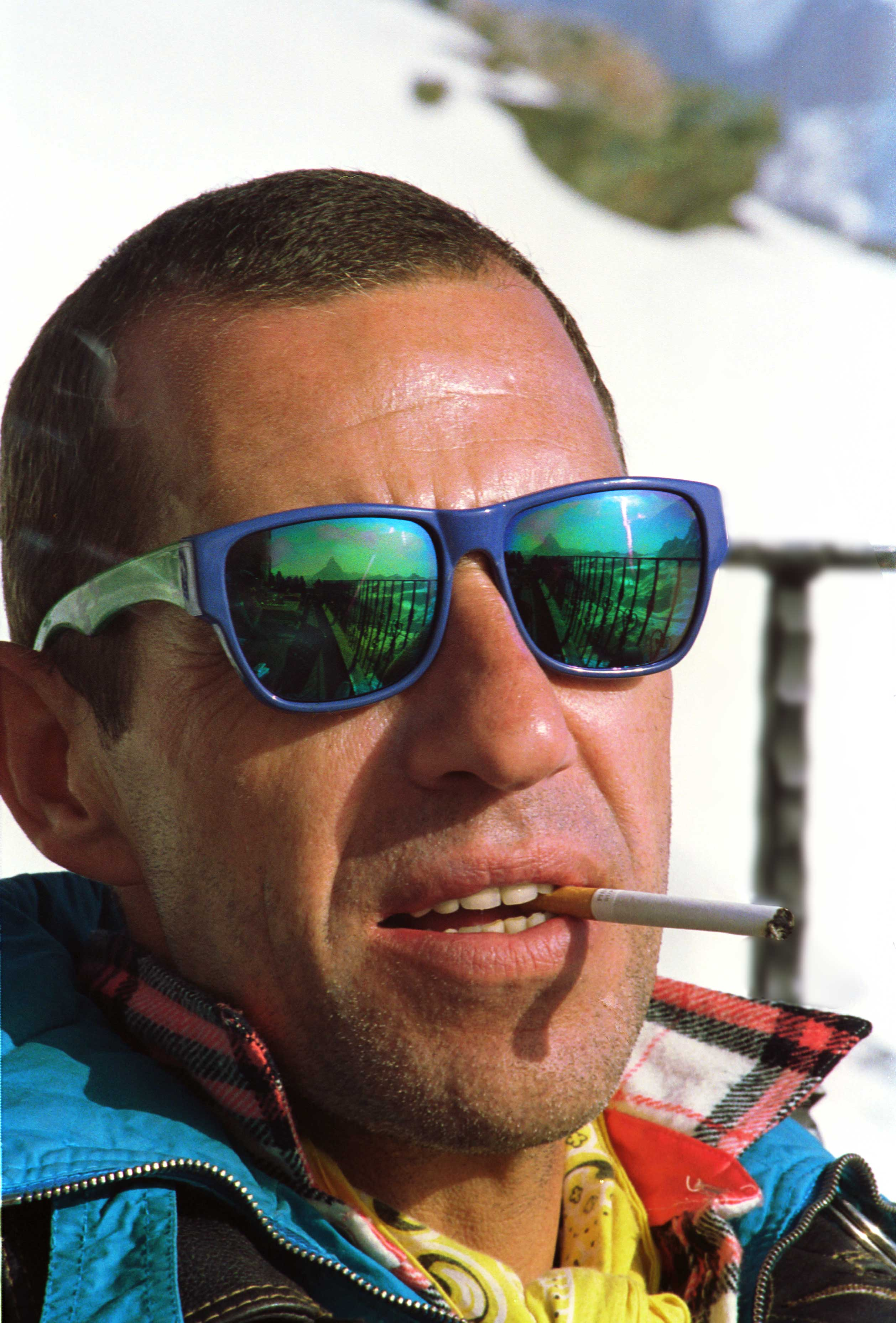
Stephan Remmler (1997)

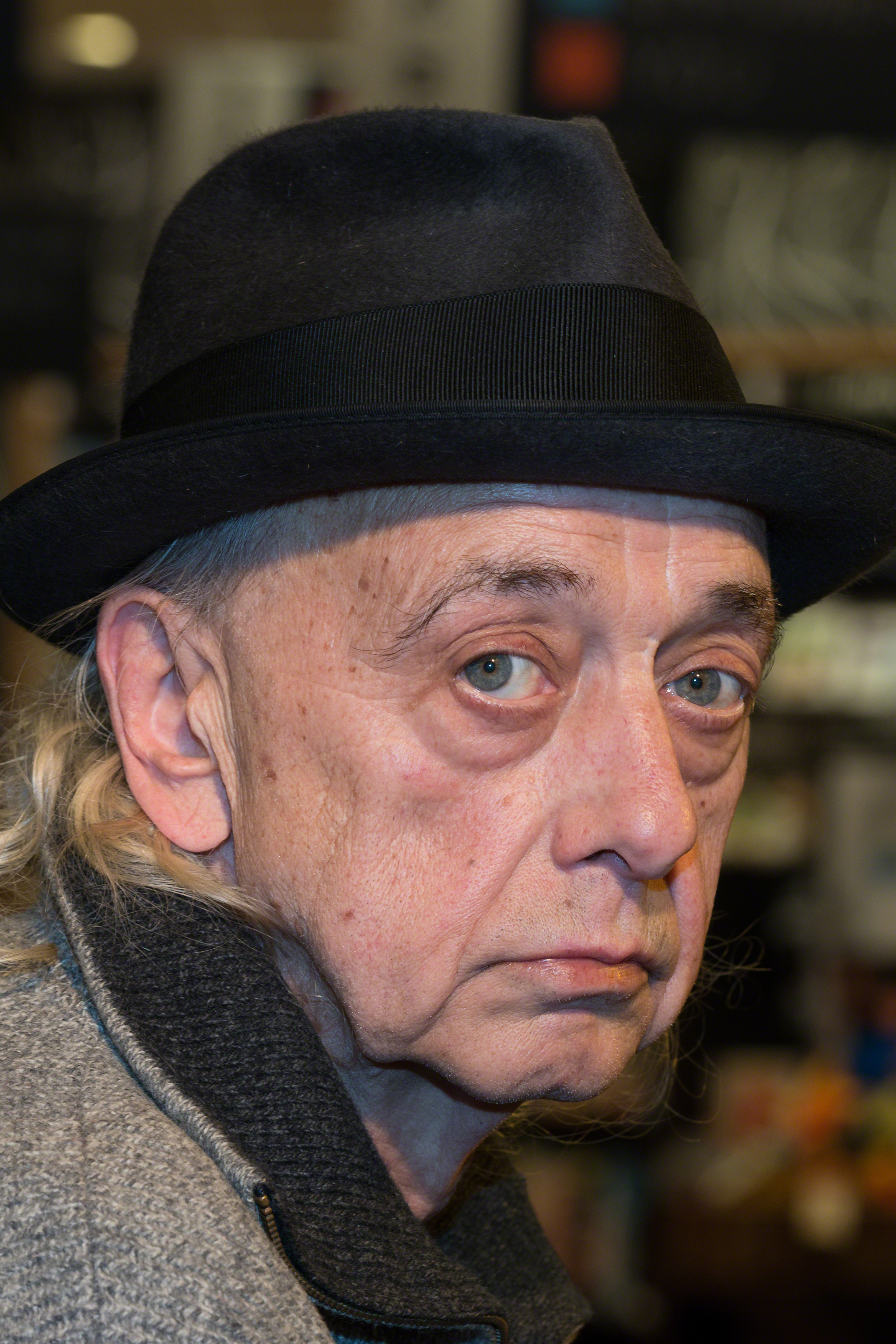
Peter Behrens (2014)

Nach der Trennung von Trio gelang es nur noch Stephan Remmler, sich als Solokünstler durchzusetzen. Er veröffentlichte von 1986 bis 1996 insgesamt sechs Soloalben, von denen die ersten beiden sich in den deutschen Albumcharts platzieren konnten. Nach einer zehnjährigen Pause veröffentlichte er 2006 ein siebtes Soloalbum, das neben einigen Eigenkompositionen auch neue Interpretationen alter Trio-Lieder enthielt. Remmler lebt heute zurückgezogen und pendelt mit seiner Frau zwischen seinen Wohnorten auf der Kanareninsel Lanzarote und in Basel.
Kralle Krawinkel blieb noch bis 1989 in dem Haus in Großenkneten wohnhaft und zog dann nach Berlin. 1993 veröffentlichte er ein erfolgloses Solo-Album sowie zwei Singles, darunter ein Duett mit Nena. Zuletzt lebte Krawinkel größtenteils in Spanien in der Provinz Sevilla. Er starb am 16. Februar 2014 in Cuxhaven.
Peter Behrens veröffentlichte bis Anfang der 1990er Jahre einige Solosingles, die allesamt nicht erfolgreich waren. Er durchlitt eine lange Alkohol- und Drogensucht und war immer wieder arbeitslos. Sein finanzieller Abstieg wurde in der Regenbogenpresse thematisiert, so dass er zu einem Musterbeispiel des heruntergekommenen Stars avancierte. 2013 veröffentlichten er und sein Co-Autor Klaus Marschall seine Autobiografie Der Clown mit der Trommel, die 2014 mit dem deutschen Biografiepreis ausgezeichnet wurde. Behrens starb am 11. Mai 2016 in seinem letzten Wohnort Wilhelmshaven.

## Konzept
„Ich nehme mir nicht wie Frank Zappa vor, Sachen zu verarschen. Wir reduzieren nur und lassen alles Überflüssige weg, was normalerweise im Rockbiz zur Aufwertung gebraucht wird.“

### Instrumentierung

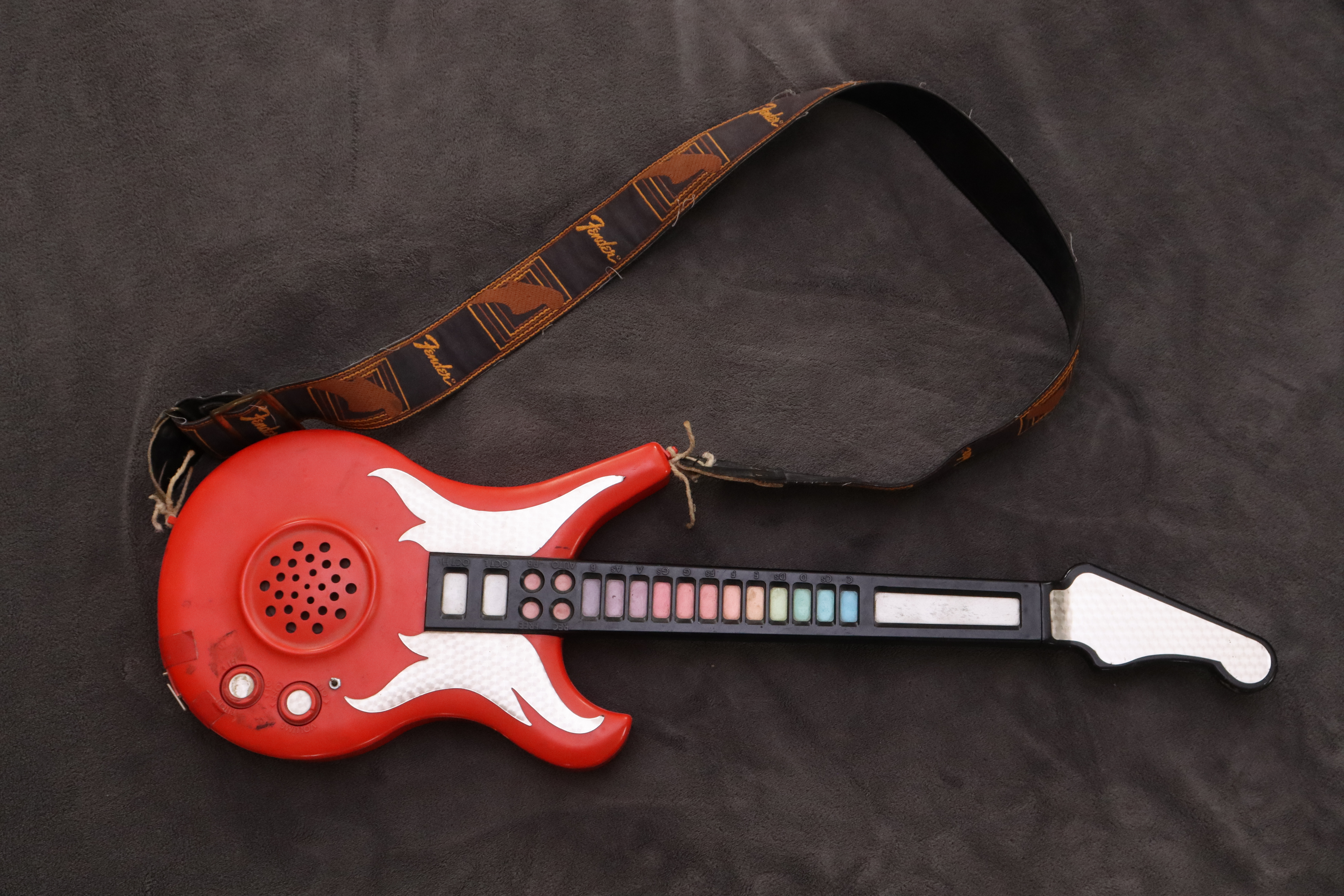
Auf diesem Spielzeuginstrument wurde das Solo im Lied Kummer gespielt.

Trios ursprüngliches Konzept bestand darin, dass die Band im Wesentlichen nur zwei Instrumente (Schlagzeug und E-Gitarre) verwendete, welche wiederum auf die nötigsten Bestandteile reduziert wurden. Das von Peter Behrens live im Stehen gespielte Schlagzeug bestand lediglich aus Bassdrum, Snare, Hi-Hat und einem Ride-Becken. Gitarrist Gert „Kralle“ Krawinkel baute aus seiner Fender-Stratocaster-Gitarre zwei der drei Tonabnehmer aus, da er diese für unnötig erachtete und folglich nur einen einzigen Gitarrensound zur Verfügung hatte. Sänger Stephan Remmler verwendete neben einem Mikrofon beim Singen gelegentlich ein Megafon sowie ein Kehlkopfmikrofon. Remmler spielte darüber hinaus bei wenigen Liedern auf Spielzeuginstrumenten. Remmler vermied beim Singen häufig einen großen Tonumfang und sprach die Texte (Sprechgesang) eher als dass er sie sang.
Auch produktionstechnisch wurde das Minimalkonzept umgesetzt. Insbesondere aus dem Gesang von Stephan Remmler wurden Bassanteile entfernt, sodass ein eher nasales Klangbild entstand. Auch wurde auf Hall- oder Echoeffekte vollständig verzichtet.

### Komposition
Die Musik komponierten fast ausnahmslos Krawinkel und Remmler, die Texte wurden annähernd alle von Remmler geschrieben. Peter Behrens war an nur zwei Kompositionen beteiligt. Trio spielte nur sehr wenige Cover-Versionen. Alle Lieder der Band sind in Bezug auf die Spielzeit und der Form nach gängige Rocksongs, die meist auf einer Abfolge von Strophe und Refrain basieren, wobei in einigen Liedern gar auf einen Refrain verzichtet wird (z. B. Kummer, Nasty oder Sabine Sabine Sabine).
Bekannt wurde Trio durch spärliche Texte, die insbesondere in den Liedern zu hören sind, die auch auf Single veröffentlicht wurden. So erschöpft sich der Text von Anna – Lassmichrein lassmichraus in der Nennung der fünf Vornamen Anna, Berta, Carla, Dieter, Peter und der Zeile „Lass mich rein, lass mich raus“. Andere Lieder verfügten jedoch über längere Texte. Trotzdem Trio der Neuen Deutschen Welle zugerechnet wurde, waren die Songtexte insgesamt etwa zur Hälfte auf Englisch verfasst. In mehreren Liedern wurden beide Sprachen vermischt, und ein Song – Out in the Streets – gar mit gesprochenen englischen Untertiteln versehen. Von den meisten Single-Auskopplungen wurden separate deutsche und englische Sprachversionen produziert.
Inhaltlich behandeln die meisten Texte gescheiterte Liebesbeziehungen. In dem Lied Sabine Sabine Sabine wird auf lyrischen Text verzichtet und stattdessen ein fingiertes Telefongespräch mit einer ehemaligen Freundin vorgetragen, wobei nur die Stimme des Mannes am einen Ende der Leitung zu hören ist. Auf dem letzten Album der Band wurden auch gesellschaftliche Themen, überwiegend ironisch oder sarkastisch, behandelt (z. B. Aids – Die Zeit der Liebe ist vorbei oder Krach bum bäng zack Rüstung).

### Arrangement

Typische einfache Schlagzeugfigur, wie sie in einer Vielzahl von Trio-Liedern durchgehend gespielt wird

Die Lieder von Trio basieren in Komposition, Instrumentierung und Arrangement auf einem Minimalismus, wie er im Punk, New Wave und – in Anlehnung daran – für viele Bands der Neuen Deutschen Welle typisch war. In vielen Stücken radikalisieren Trio diesen Ansatz bis zur Parodie, die sie auch im Habitus ausdrückten (etwa indem Behrens beim Schlagzeugspielen einen Apfel aß). Behrens verzichtete auf Fills beispielsweise mit Tomtoms, die seinem Schlagzeug fehlten. Im Gegensatz zu anderen Bands der Neuen Deutschen Welle war diese Haltung nicht einem Genialen Dilettantismus verpflichtet, was sich darin zeigt, dass Behrens’ Schlagzeugspiel präzise war. Krawinkel beschränkte sich fast ausschließlich darauf, Rhythmusgitarre mit einem angezerrten Sound zu spielen. Durch die Beschränkung auf diese Stilmittel mussten die Zitate anderer Musikrichtungen besonders auffällig oder ebenfalls parodistisch ausfallen. Folgende Beispiele erläutern dies:
- Punk (Ja ja ja): Zu einem sehr schnellen 2/4-Takt-Beat spielt eine Gitarre im Staccato Akkorde, während Remmler einen aggressiven Text singt („Immer nur besoffen, um das alles zu ertragen / Und jetzt fliegen endlich Steine / und da fragst du immer noch, wieso?“) und zwischendurch mit seiner Stimme lautmalerisch ein Schussgeräusche nachahmt („Komm, wir gehn erst mal schießen / Flash Gordon / Ra-ta-ta-ta, ta-ta-ta, bu bu bu bu“)
- Ballade (Kummer): Peter Behrens spielt einen langsamen 4/4-Takt, wozu Krawinkel auf der Gitarre überwiegend single notes spielt, die zwischen Grundton und Oktave wechseln. Remmler variiert die Textzeile „Kummer, oh Kummer / Ich habe Kummer / Mein Herzl ist nicht mehr da / Ist nicht mehr da“. Dazu läuten einleitend Kirchenglocken. Am Ende spielt Remmler atonal auf einer Spielzeuggitarre.
- Calypso (Energie): In diesem Lied steuert anstelle des Schlagzeugs die Rhythmussektion einer elektronischen Orgel den Beat bei, während die Gitarre offbeat spielt. Um eine karibische Atmosphäre heraufzubeschwören, ist am Anfang des Liedes Wellenrauschen zu hören, und Remmler trägt einen Text vor, der die Atmosphäre klischeehaft zuspitzt: „Braune Burschen spülen [sic] am Strand auf selbstgemachten folkloristischen Instrumenten […].“ Obwohl „Energie“ ein Calypso ist, kündigte Remmler das Lied auf der Bühne stets als Reggae an.
- Rock ’n’ Roll (Ich lieb den Rock ’n’ Roll): Peter Behrens schlägt im Offbeat ausschließlich die Snaredrum. Dazu spielt Krawinkel mehrere Rock-’n’-Roll-Gitarrenriffs.
- Schlager (Da da da): Ein gelangweilter, teilweise englischsprachiger Sprechgesang wird von der Rhythmussektion des Spielzeug-Keyboards Casio VL-1 begleitet, dessen auffallendes Merkmal ein Piepton anstelle eines Snare-Samples ist. Im Refrain („Ich lieb dich nicht / Du liebst mich nicht / Aha“), wird das Arrangement um einen Background-Chor, ein Keyboard-Motiv und drei Gitarrenakkorde erweitert. Außerdem werden Kastagnetten verwendet, um die häufig in Schlagern vertretenen folkloristischen Elemente zu parodieren.[33][34]

### Folgen des Konzepts
Durch das Zitieren unterschiedlicher Musikstile ließ sich die Musik von Trio schlecht kategorisieren. Da die Band im Zuge der Neuen Deutschen Welle populär wurde, rechnete man auch Trio diesem Stil zu. Trio selbst lehnte dies ab und beschrieb den Stil als „Neue Deutsche Fröhlichkeit“. Gleichzeitig wurde darauf hingewiesen, dass die Musik von Trio zu einer Zeit entwickelt wurde, in welcher der Begriff der Neuen Deutschen Welle noch nicht geprägt war und der überwiegende Teil des Repertoires noch nicht einmal auf Deutsch dargeboten wird.
Trotzdem wurde die Musik oft als Klamauk interpretiert, was auch auf die Auftritte zurückzuführen war. So fragte 1982 beispielsweise die Zeitschrift Bravo in einer Umfrage, wer Deutschlands größter „Blödel-Dödel“ sei. Zur Auswahl standen Otto Waalkes, Mike Krüger und Trio.
Auf Trios zweitem Album Bye Bye (1983) blieb die Band dem minimalistischen Konzept noch überwiegend treu, auch wenn die Instrumentierung insbesondere durch E-Bass erweitert wurde. Auf dem letzten Studioalbum der Band (Whats the Password, 1985) wandte sich Trio vollkommen vom Minimalkonzept ab.

### Erscheinungsbild

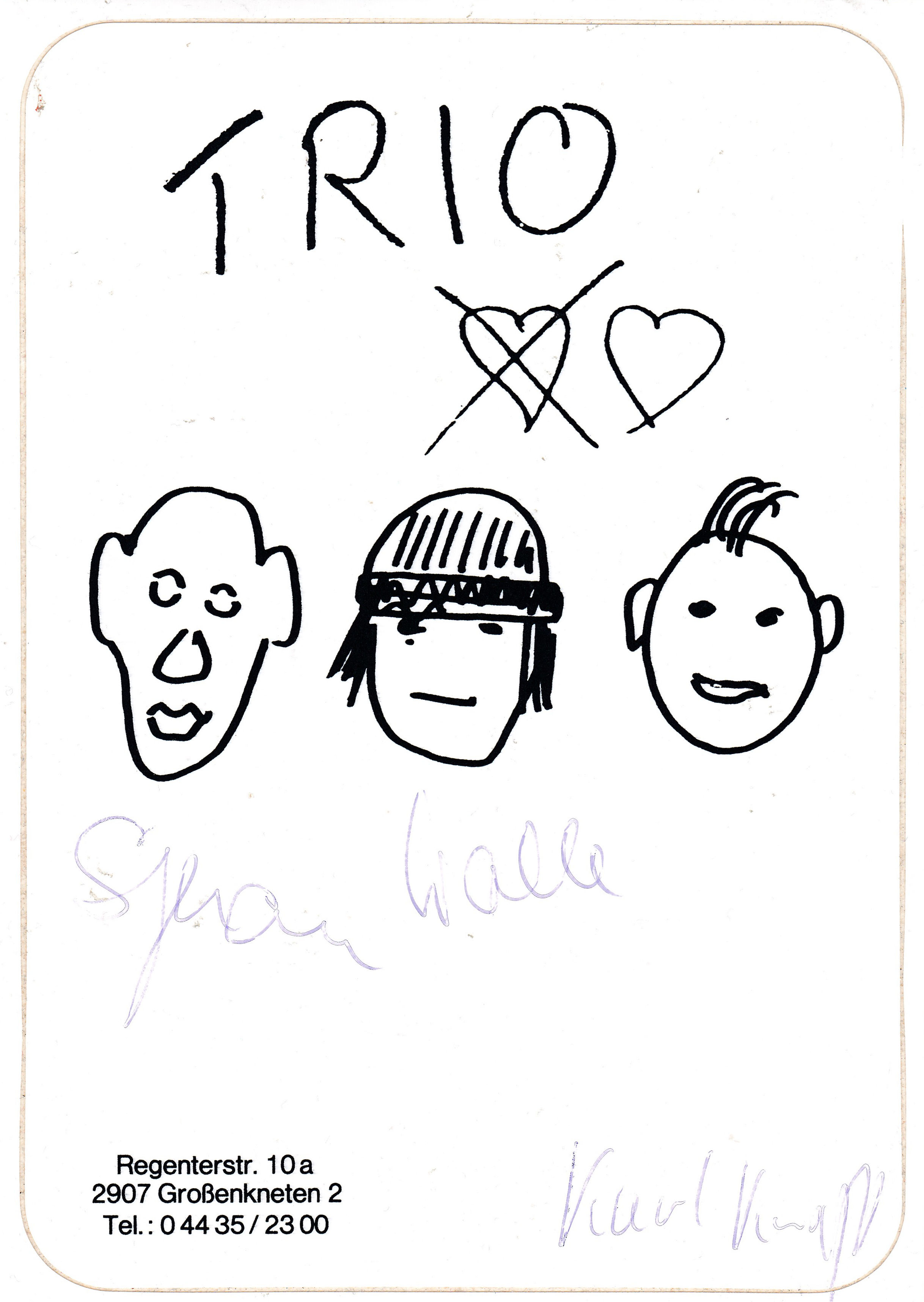
Autogrammkarte (1981) – Peter Behrens unterschrieb hier noch mit seinem Bühnennamen „Karl Knapp“

Remmler, Krawinkel und Behrens traten bei Konzerten und Fernsehauftritten weitgehend mit derselben Kleidung auf, was den Wiedererkennungswert erhöhte. Peter Behrens trug ein weißes T-Shirt und eine weiße Hose, an der er mit Sicherheitsnadeln rote Hosenträger befestigt hatte. Dazu trug er rote Schuhe und hatte sein schwarzes Haar zu einer einzelnen nach oben stehenden Locke geformt. Krawinkel war meist in Jeans gekleidet und trug eine Woll-, später eine Schirmmütze. Der kahlgeschorene Remmler trug in der Regel ein schwarzes Sakko oder auch einen viel zu weiten Trenchcoat, der laut eigenen Angaben von seinem Vater stammte.
Diese Kleidung sowie die Rollenverteilung bei öffentlichen Auftritten hat laut eigenem Bekunden Peter Behrens entwickelt. Er ließ sich dabei, wie er erklärte, von der Commedia dell’arte inspirieren und bezog sich damit auf seine Ausbildung als Clown. Erst 1985 beendete Trio diese Kleiderordnung. So trat Remmler bei den letzten Trio-Auftritten im Frühjahr 1986 mit langen Haaren auf.
Auch die Positionierung auf der Bühne unterschied sich von anderen Bands. Während üblicherweise das Schlagzeug im hinteren Bühnenbereich steht, die Begleitmusiker links und rechts sowie der Sänger in der Mitte, änderte Trio diese Positionen. Alle Musiker standen gleichberechtigt in einer Reihe am vorderen Bühnenrand – Behrens links, Krawinkel in der Mitte und Remmler rechts.

### Zahlspiele
Abgesehen davon, dass Trio drei Bandmitglieder hatten, betrieben sie auch einen ausgiebigen Kult um die Zahl Drei. Viele Lieder hatten nur drei sich wiederholende Worte (Da da da, Ja ja ja, W. W. W. Girl Girl Girl, …) oder bezogen sich direkt auf die Drei (Drei Mann im Doppelbett, Drei gegen Drei). Ihre Lieder wurden nicht wie bei 4/4-Takten üblich mit „one, two, three, four“ eingezählt, sondern mit One, two, three. Sie veröffentlichten drei Studio-Alben. Auch bei ihrer jeweiligen Altersangabe spielte die Drei eine Rolle: „Wir sind alle drei seit drei Jahren 33 Jahre alt und werden es auch für die nächsten drei Jahre bleiben“.

### Trio live
Neben der eigentlichen Musik präsentierte Trio auf der Bühne eine ganze Reihe von skurrilen Späßen, welche den Konzerten einen Show-Charakter verliehen. Obwohl dies und die Sprüche den Eindruck der Spontaneität erweckten, waren sie einstudiert
- Peter Behrens bediente sein Schlagzeug stets mit regungsloser Miene und streute immer wieder kleine clowneske Missgeschicke in sein Schlagzeugspiel ein.
- Die Band brach das (unveröffentlichte) Lied Nirgendwohin immer mitten in einem ausufernden Gitarrensolo von Kralle Krawinkel abrupt ab, um darauf hinzuweisen, dass Sänger und Schlagzeuger während des Solos schlecht da stünden. Behrens und Remmler verließen daraufhin die Bühne, bauten eilig eine improvisierte Tischtennisplatte auf und spielten eine Runde, während Krawinkel sein Solo allein auf der Bühne fortsetzte.
- Fester Bestandteil jedes Auftritts war Remmlers Erklärung, wie es zum Bandnamen Trio gekommen war: Remmler berichtete von einem gemeinsamen Besuch der „Candy-Bar“ (eigentlich ein Bordell), die in der Nähe ihres Hauses ansässig war. Dort wunderte sich eine Bardame über den Bandnamen, da dieser gar nichts aussage, worauf die Band entgegnete, dass der Name „Trio“ doch aussage, dass sie zu dritt sind.
- Am rechten Bühnenrand hatte Trio stets eine luftleere Sexpuppe aufgestellt, deren Anwesenheit Remmler damit begründete, dass Freunde meinten, eine Frau gehöre auf die Bühne. Anschließend zitierte es aus einem Werbeheft über die sehr anzüglichen körperlichen Vorzüge der Sexpuppe.

Die Showelemente wurden von Trio je nach Veranstaltungsort variiert. Bei Konzerten vor großem Publikum verzichtete Trio auf viele Showelemente, da diese eher für kleinere Bühnen geeignet waren. Das Minimalkonzept der Band wurde auch auf der Bühne fortgesetzt: Auf optische Aufwertung der Musik wurde verzichtet. Beispielsweise wurde die Bühne von nur zwei Scheinwerfern mit weißem Licht beleuchtet.

### Trio im Fernsehen
Insgesamt gestaltete Trio die Fernsehauftritte gefälliger als auf der Bühne. Ein wiederkehrendes Element war, dass Peter Behrens sein Schlagzeug nur mit einer Hand spielte, während er mit der anderen einen Apfel aß und statt über ein Pedal seine Bassdrum direkt mit dem Fuß spielte. Trio spielte im Fernsehen in aller Regel zu einem Playback. So konnte zum Beispiel Remmler anlässlich eines Auftritts im Schweizer Fernsehen, anstatt zu singen, Kaugummi kauen, während Behrens eine kleine Schweizer Nationalflagge schwang, anstatt zum Playback Schlagzeug zu spielen.
Vor allem die Fernsehauftritte von Trio waren Grund für die große Popularität in Deutschland. Obwohl die Band sich als Rockband verstand, absolvierten die drei Auftritte in Schlagersendungen. Trio verfolgte nicht das Ziel, in Fernsehsendungen zu provozieren, sondern verstand seine Lieder als Unterhaltungsmusik, die lediglich ungewöhnlich dargeboten werden, aber zu Schlagersendungen passe. Gleichzeitig sprach Trio damit auch ein größeres Publikum an – verbunden mit entsprechenden kommerziellen Erwartungen.

### Einflüsse
Trio betonte, dass ihre Wurzeln im Rock ’n’ Roll der 1950er- und 1960er-Jahre lägen. Die drei Musiker gaben jedoch an, keine gemeinsamen musikalischen Vorbilder zu haben. Als in einer Besprechung bei der Plattenfirma Phonogram die Band nach ihren Einflüssen gefragt wurde, nannte Krawinkel die britische Rockband Status Quo, Remmler den Schlagersänger Peter Alexander und Behrens den Clown Grock. Rückblickend wurde die Musik immer wieder mit Dadaismus und Punk in Verbindung gebracht.
Den unerwarteten Erfolg des Liedes Da Da Da sieht der Autor Tim Hofmann von der Tageszeitung Freie Presse als Impulsgeber für andere Musiker:

„Schräge Truppen, die mit dem herkömmlichen Schlager-Verständnis brutal kollidierten, okkupierten Fernsehen, Radio und Massenbewusstsein. ‚Da da da‘ stillte einen Durst: Es war neu, selbstbewusst, anders, verband die Selbermach-Attitüde des Punk mit radikaler Abkehr von den herkömmlichen Inhalten der Popkultur – auch von denen des Rock. […]

Der Impuls von Trio hat in der Popmusik fundamentale Schleusen geöffnet. So etwas passiert höchstens einmal pro Jahrzehnt.“

Direkte musikalische Einflüsse von Trio auf andere Musiker sind gering. Remmler äußerte in einem Interview (2001) scherzhaft, dass er heute von jedem Tantiemen einfordern könne, der einmal „Aha“ rappe und spielte damit darauf an, dass Trio mit dem Hit Da da da vermeintlich die Symptominterjektion „Aha“ populär gemacht hätte. Es gibt zwar Bands, die wie Trio mit einer drastisch reduzierten Instrumentierung musizieren (z. B. The White Stripes), jedoch verfolgte keine dieser Gruppen das musikalische Konzept von Trio. Stattdessen haben sich in Deutschland mehrere Bands gegründet, die ausschließlich Trio-Lieder nachspielen (z. B. „Die Fahrt von Holzminden nach Oldenburg“, „Ab dafür“, „Los Paul“ oder „Drei Mann im Doppelbett“).
Seit der Veröffentlichung der Single Da da da haben weltweit zahlreiche Musiker dieses Lied nachgespielt und teilweise auch in andere Sprachen übersetzt. Ein kleiner Teil dieser Cover-Versionen konnte auch Verkaufserfolge verbuchen. In Deutschland waren Frank Zander (1982) und Herbert Grönemeyer (2000) mit ihren Interpretationen erfolgreich. In Großbritannien veröffentlichte die Gruppe Elastica eine englische Version, die sich gut verkaufte, und in Thailand sang der Kinderstar Anan Anwar 2000 eine erfolgreiche Version auf Thai.
2004 veröffentlichte eine kleine Plattenfirma aus Kiel eine CD mit dem Titel Krach Bum Bäng Zack Döner, auf der Bands Trio-Lieder interpretierten. Im Herbst 2008 startete eine von der Werbeagentur Jung von Matt entwickelte Marketingkampagne für das Energieversorgungsunternehmen RWE. Im Mittelpunkt von Trickfilmspots standen drei Figuren, die Trio darstellen. Weil der beworbene Stromtarif auch Kernenergie beinhaltete, wurde die Kampagne kontrovers diskutiert und persifliert.

## Diskografie
Studioalben

| Jahr | Titel Musiklabel                             | Höchstplatzierung, Gesamtwochen/‑monate, AuszeichnungChartplatzierungen (Jahr, Titel, Musiklabel, Platzierungen, Wochen/Monate, Auszeichnungen, Anmerkungen) | Höchstplatzierung, Gesamtwochen/‑monate, AuszeichnungChartplatzierungen (Jahr, Titel, Musiklabel, Platzierungen, Wochen/Monate, Auszeichnungen, Anmerkungen) | Höchstplatzierung, Gesamtwochen/‑monate, AuszeichnungChartplatzierungen (Jahr, Titel, Musiklabel, Platzierungen, Wochen/Monate, Auszeichnungen, Anmerkungen) | Höchstplatzierung, Gesamtwochen/‑monate, AuszeichnungChartplatzierungen (Jahr, Titel, Musiklabel, Platzierungen, Wochen/Monate, Auszeichnungen, Anmerkungen) | Höchstplatzierung, Gesamtwochen/‑monate, AuszeichnungChartplatzierungen (Jahr, Titel, Musiklabel, Platzierungen, Wochen/Monate, Auszeichnungen, Anmerkungen) | Anmerkungen                              |
| Jahr | Titel Musiklabel                             | DE | AT | CH | UK | US | Anmerkungen                              |
| ---- | -------------------------------------------- | --- | --- | --- | --- | --- | ---------------------------------------- |
| 1981 | Trio Mercury Records                         | DE3 (25 Wo.)DE | AT16 (½ Mt.)AT | — | — | — | Erstveröffentlichung: 20. Oktober 1981   |
| 1983 | Bye Bye DE Trio and Error EN Mercury Records | DE9 (25 Wo.)DE | AT20 (½ Mt.)AT | CH15 (10 Wo.)CH | — | — | Erstveröffentlichung: 30. August 1983    |
| 1985 | Whats the Password Mercury Records           | — | — | — | — | — | Erstveröffentlichung: 17. September 1985 |

grau schraffiert: keine Chartdaten aus diesem Jahr verfügbar
- Frontcover zu Bye Bye

## Film
- Da Da Da – Die Geschichte eines Hits. (Alternativtitel: Da Da Da – Drei Mann im Doppelbett.) Dokumentarfilm, Österreich, Deutschland, Frankreich, 2009, 60 Min., Buch und Regie: Hannes Rossacher, Produktion: arte, C-Major-Entertainment, MCC, Erstsendung: 20. August 2009 bei arte, Inhaltsangabe von arte.

### Musikbeispiele
- Trio: Anna – Lassmichrein Lassmichraus auf YouTube
- Trio: Sabine Sabine Sabine auf YouTube
- Trio: Los Paul auf YouTube